# 三星Galaxy J5 (2016)
三星Galaxy J5 (2016)是由韩国三星電子製造的一款Android智慧型手機，於2016年6月於台灣上市。三星Galaxy J5 (2016) 運行Android 6.0.1 Marshmallow作業系統。這台智慧型手機搭載了高通驍龍410 SoC，由4個ARM Cortex-A53 核心、Adreno 306 GPU、2 GB的記憶體和16 GB儲存空間組成，最大可以擴充到128GB的MicroSD記憶卡，支援4G雙卡雙待，電池為可拆卸式3100mAh。

## 技術規格
- 後置攝像頭：1300萬畫素
- 前置攝像頭：500萬像素
- 內存：2 GB RAM
- 存儲：16 GB
- 電池：3300 mAh
- 處理器：高通驍龍 410
- 操作系統：Android 6.0.1 Marshmallow
- 重量：159克
- 螢幕：5.2英寸 720p Super-AMOLED